# 468 km (obwód smoleński)
468 km (ros. 468 км) – przystanek kolejowy w pobliżu miejscowości Czernysz, w rejonie krasninskim, w obwodzie smoleńskim, w Rosji. Leży na linii Moskwa - Mińsk - Brześć.